# Tsendsürengiin Enchmanlai
Tsendsürengiin Enchmanlai (auch: Tsendsürengiin Enkhmanlai, mongolisch Цэндсүрэнгийн Энхманлай; * 27. September 1956 in Ulaanbaatar, Mongolische Volksrepublik; † 7. Mai 2025 ebenda) war ein mongolischer Leadgitarrist, Songwriter und Mitgründer der mongolischen Hardrock-Band Haranga. Tsendsürengiin Enchmanlai ist der erste Verdiente Künstler der Haranga-Gruppe und einer der ersten Sänger einer mongolischen Hardrock-Gruppe, der den Staatspreis erhielt.

## Leben
Bereits früh begann Tsendsürengiin Enchmanlai zu spielen, als er mit etwa acht Jahren begonnen hatte, die Filmmusik Der kaukasische Gefangene oder die neuen Abenteuer Schuriks zu hören. Enchmanlai begann seine Karriere als Mitglied von Bands wie „Nogoon Gerel“ und „Aizam“. 1978 wurde er zur Armee eingezogen und schloss sich der Sojombo-Band an. Diese Band verließ er aber, um ab 1986 in den Zirkus einzutreten und gründete die Band „Circus Estrad“.
1989 gründete Enchmanlai die Band Haranga. 

## Diskographie

### Alben
Haranga
- 1997: Erin dsuuny chög
- 1997: Best of Haranga (Stonehenge Productions)
- 2000: Bodlyn tengis
- 2003: Yertöntsiin öngö
- 2007: Spezial Edition Gold

Solo-Konzerte
- 1994: Utschralyn chorwoo
- 2007: Amidral ajalguu